# Dodemanseiland
Dodemanseiland (Frans: L’Île de l’homme mort) is het zesde verhaal uit de Belgische stripreeks Roodbaard van Jean-Michel Charlier en Victor Hubinon. Het werd in 1967 als stripalbum uitgebracht en is een rechtstreeks vervolg op album #5, Het spookschip.

## Het verhaal
Baba en Driepoot zijn naar Frankrijk gereisd om Erik te informeren over de waarschijnlijke dood van zijn vader en over stuurman Morales, die hiervoor verantwoordelijk is. Terwijl Morales de streek doorzoekt op zoek naar Erik, heeft deze met de hulp van zijn voormalige bemanning de Zwarte Valk – die voor de Franse kust lag – veroverd. Ze vertrekken meteen naar Kaap Hoorn, waar zich het Dodemanseiland zou bevinden: het schateiland van de veertig jaar eerder gestorven piraat Henry Morgan. 
Bij de stormkaap wordt het schip door de Vuurlanders een nauwe baai ingelokt, dat uitkomt op een scheepskerkhof. Erik kan maar net voorkomen dat zijn schip te pletter slaat op de rotsen. Ze weten een inlander te vangen en deze Anahoek brengt hen naar het Dodemanseiland. Wanneer ze daar aankomen blijkt er een galg te staan met een skelet. Ze vinden een boodschap die vermeldt dat hier in 1680 een muiter is opgehangen: dit was voordat Morgan zijn schat had verborgen en dus zitten ze op een vals spoor. Er rest hun niets anders dan de eilandjes een voor een te onderzoeken. 
In de tussentijd is Anahoek ontsnapt. Na een lange zoektocht vinden ze Dodemanseiland en uiteindelijk ook de schat van Morgan. Als ze weer terug zijn op het schip blijkt Morales, met de hulp van de opgepikte Anahoek, ook op Dodemanseiland te zijn gearriveerd. Morales was hen vanuit Frankrijk achternagegaan, nadat hij met Roodbaards kostbaarheden uit de Zwarte Valk een nieuw schip had gekocht. Wonder boven wonder worden Erik en zijn bemanning op het nippertje gered door een derde schip. Dit blijkt Roodbaard zelf te zijn, die aan de Spanjaarden is ontsnapt en Morales naar Frankrijk, Kaap Hoorn en uiteindelijk Dodemanseiland is gevolgd. Roodbaard doodt Morales en neemt de Zwarte Valk weer in bezit. Erik krijgt het schip waarmee Roodbaard aankwam.